# Hôtel New York (Rotterdam)
L' Hôtel New York est un bâtiment et monument historique néerlandais de 1917 situé sur la pointe Wilhelminapier à Rotterdam. Il est l'ancien bâtiment de l'administration de la Holland-America Line (HAL) et se situe à proximité du terminal des grandes croisières. Un hôtel et un restaurant y sont ouverts en 1993.

## Géographie

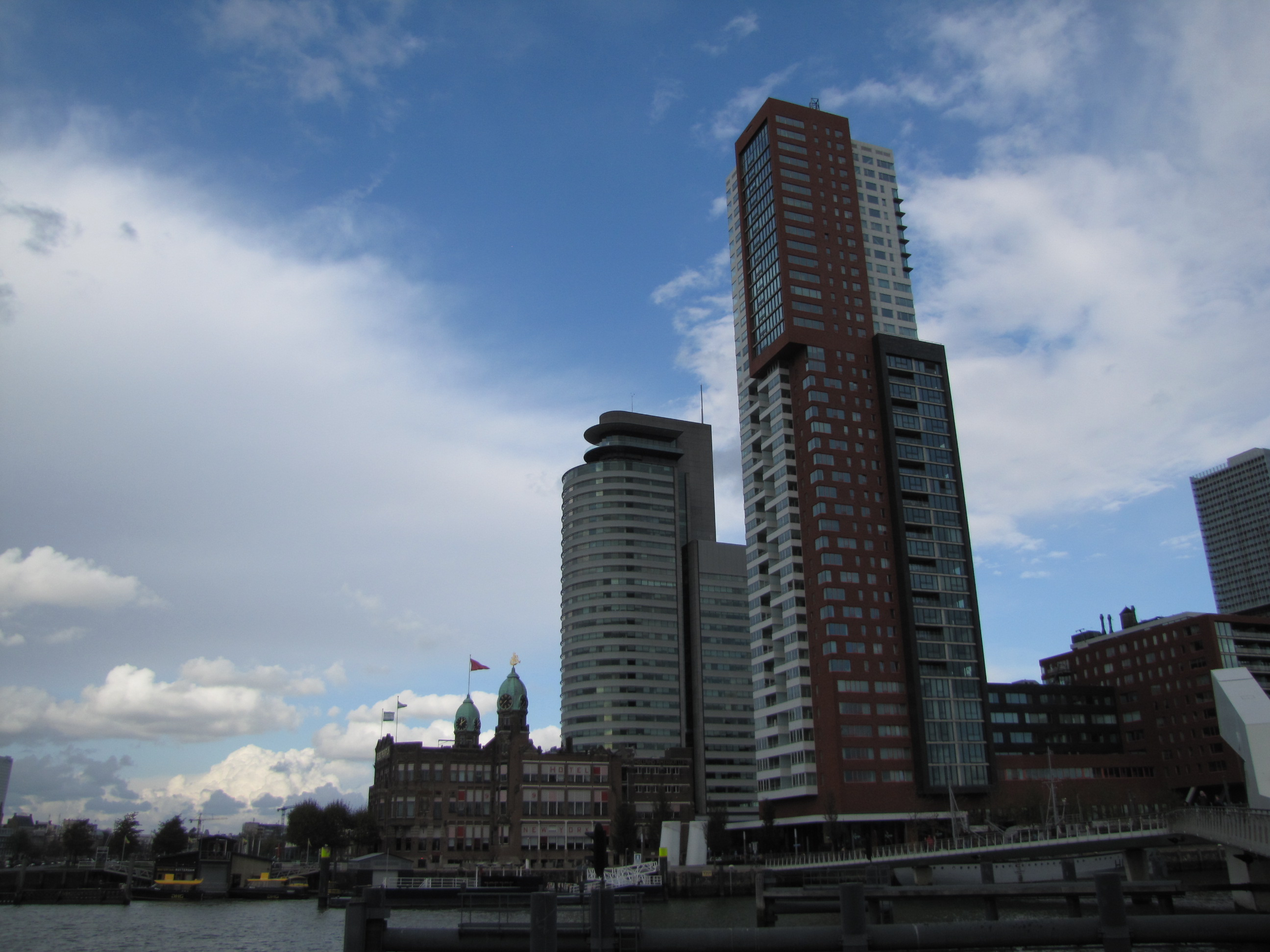
Hôtel New York vu du bassin Rijnhaven, et les tours Montevideo et WPC (2017).

Le bâtiment est construit sur le flanc sud de la ville de Rotterdam, au bord de la Nouvelle Meuse. Le quartier se nomme le Kop van Zuid, littéralement la « tête du sud ». La jetée se nomme la Wilhelminapier, du nom de la reine Whilhelmine (1890-1948). Les quais qui le longent ont été le point de départ historique des croisières et transports de passagers vers les grandes destination. Le bâtiment de départ et arrivée des grandes croisières, le Cruise Terminal Rotterdam, est à proximité, sur le même quai.

## Histoire

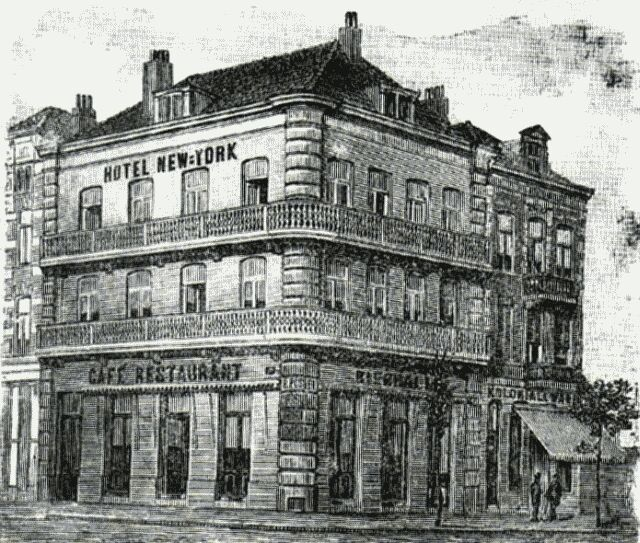
L'ancien MSNA Hotel New York (XIXème siècle).

### Émigration européenne
Le bâtiment a joué un rôle important dans l'histoire de l'émigration européenne vers les États-Unis d'Amérique. En 1620 les Pilgrim Fathers fuient l'Europe pour se rendre en Amérique en partant du port de Delfshaven (devenu ensuite un quartier de Rotterdam). Ils sont une trentaine qui embarquent sur le bateau Speedweel le 22 juillet 1622. Après un voyage de quatre jours, ils atteignent Southampton et embarquent sur le Mayflower. Sans le savoir, ils sont les premiers à faire le voyage vers l'Amérique (un voyage de 67 jours) et peuvent être considérés comme les fondateurs des voyages de passagers de Rotterdam vers l'Amérique.   
À leur suite, un nombre de plus en plus grand d'émigrants partent de Rotterdam en espérant trouver une vie de meilleure qualité en Amérique. Beaucoup de ces émigrants partent des quais de Rotterdam. En 1873, la compagnie de navires à vapeur Pays-Bas-Amérique (Nederlandsch-Amerikaansche Stoomvaart-Maatschappij, NASM) est créée. Son administration est située à l'hôtel New York (qui porte déjà ce nom). En 1896, elle prend le nom officiel de ligne Hollande-Amérique (Holland-America Lijn, HAL). La compagnie connaît un grand essor.  

### Siège de la Ligne Hollande-Amérique HAL (1901-1984)
Dans la période 1901-1917, le bâtiment de l'administration est construit sur le Wilhelminapier, œuvre des architectes Muller, Droogleever Fortuyn et Van der Tak. Le bâtiment est construit en plusieurs phases. Le bâtiment massif est allégé dans une certaine mesure par des ornements de style Art Nouveau. Quelques années plus tard, sont ajoutées deux tourelles.  
Le 8 novembre 1971, le navire Nieuw Amsterdam II est le dernier qui part de la jetée devant le siège de la H.A.L : le siège de la HAL est transféré à New York.

### Hôtel
Le bâtiment devient un hôtel, inauguré en 1993.   

### Développement de la rive sud
Au début du XXe siècle, le quai est d'accès relativement difficile, c'est pourquoi un service de bateaux-taxis reliant les rives nord et sud est mis en place. En 1996, le pont Érasme (Erasmusbrug) est ouvert, permettant un passage terrestre court entre la Wilhelminapier et le centre ville de Rotterdam. Ce pont permet le passage de piétons, vélos (piste cyclable), trams et voitures venant du quartier du centre. À la même époque commence la construction de nouveaux bâtiments sur la pointe sud, dont plusieurs gratte-ciels.

### Reconnaissance de l'importance historique
Le bâtiment a le statut de monument national.

## Hôtel et tourisme
L'hôtel dispose de 72 chambres, dont deux dans les tourelles, des conférences et un restaurant de 400 places. 
Après plusieurs années d'inactivité, le terminal des croisières de Rotterdam a été ouvert à nouveau en 1997 et peut accueillir les plus larges navires de croisière du monde. Cette position géographique à proximité des départs de croisière, l'importance historique de l'hôtel pour la ville, ainsi que la large esplanade faisant face à l'hôtel et offrant une vue spectaculaire sur la rivière, les berges du centre ville et les installations portuaires, rend la position de l'hôtel attrayante pour les touristes. 

## Galerie

Différents aperçus de l'hôtel de New-York
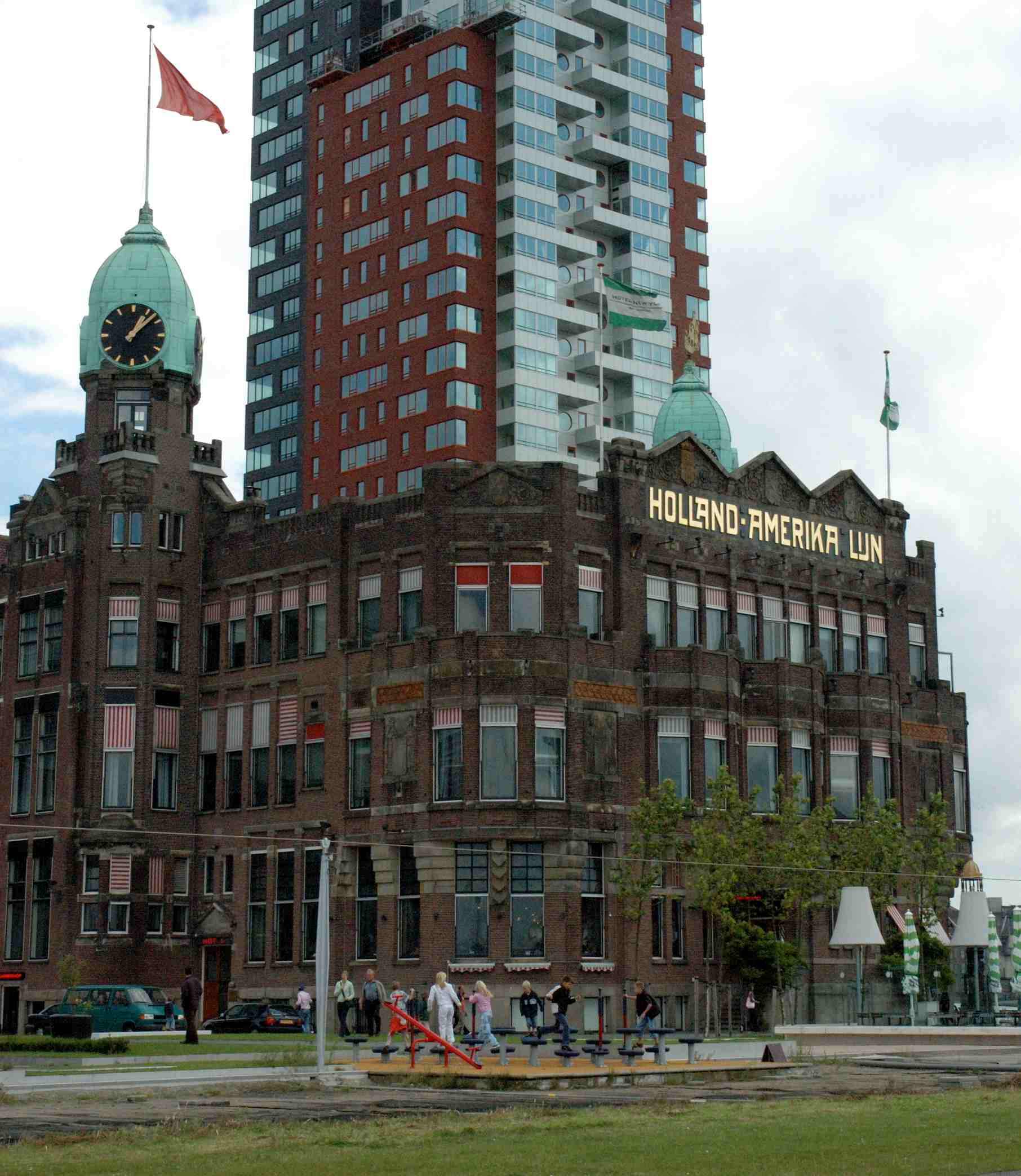
L'hôtel New-York et la tour Montevideo en arrière-plan
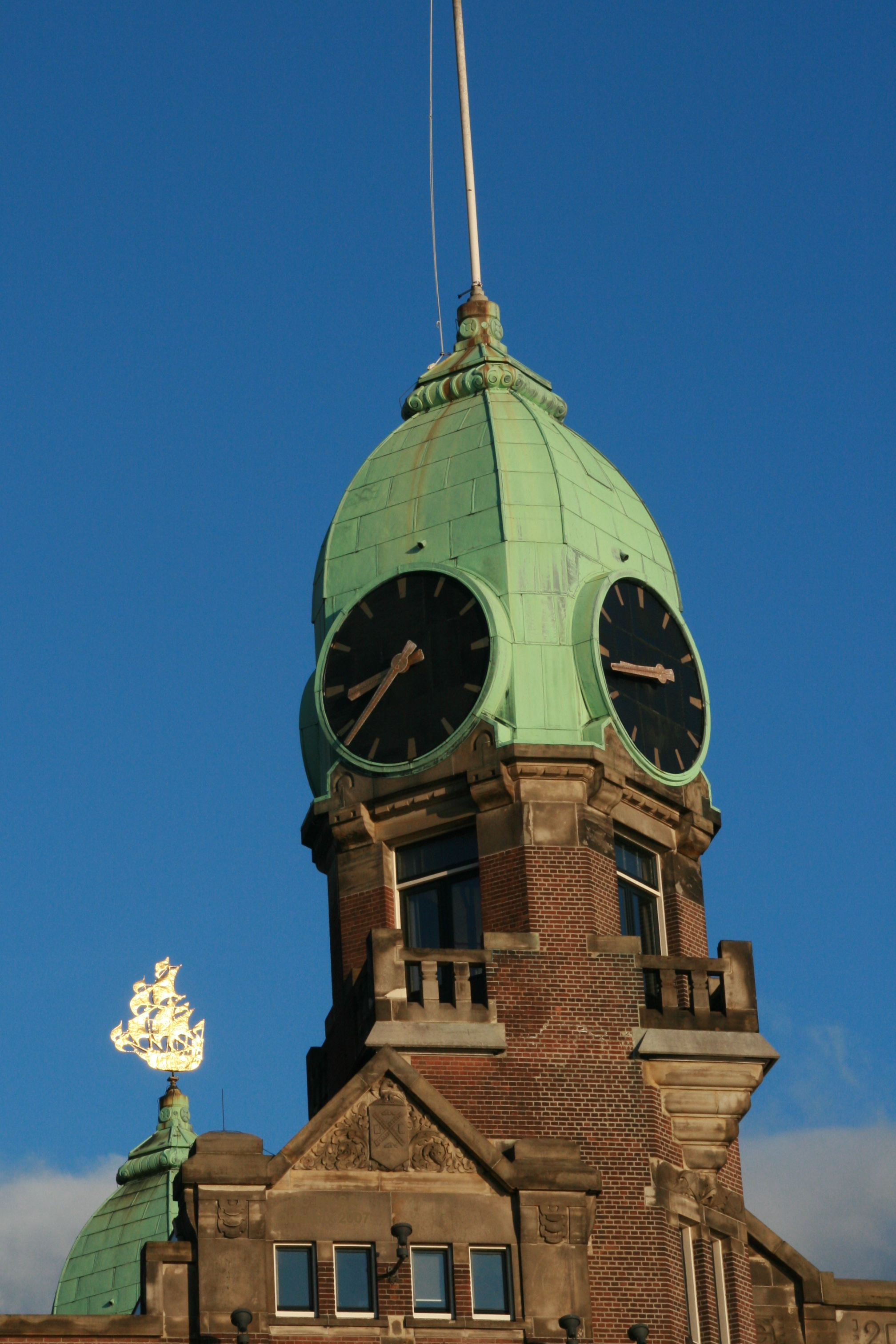
Détail des tourelles
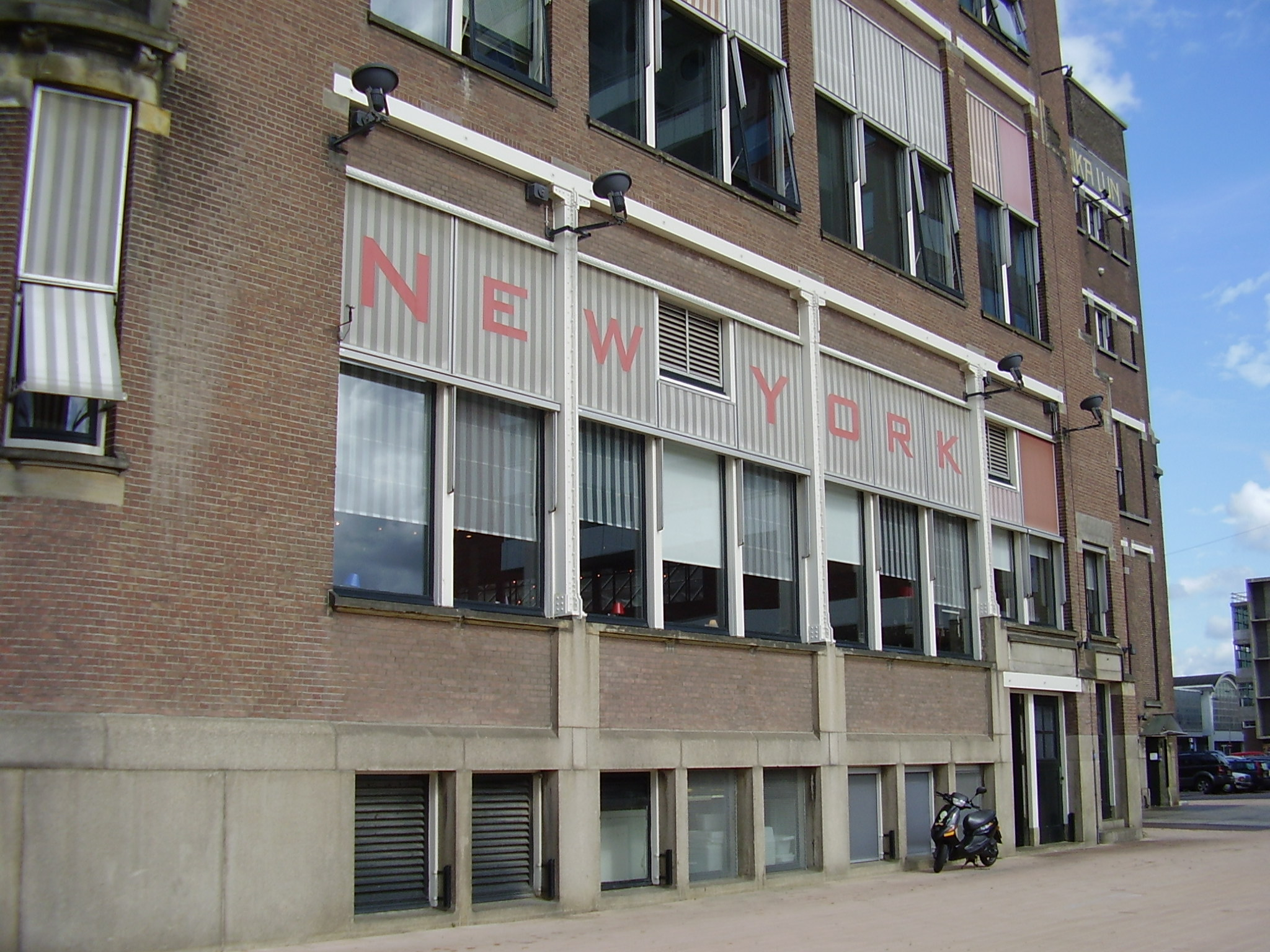
Hôtel New York
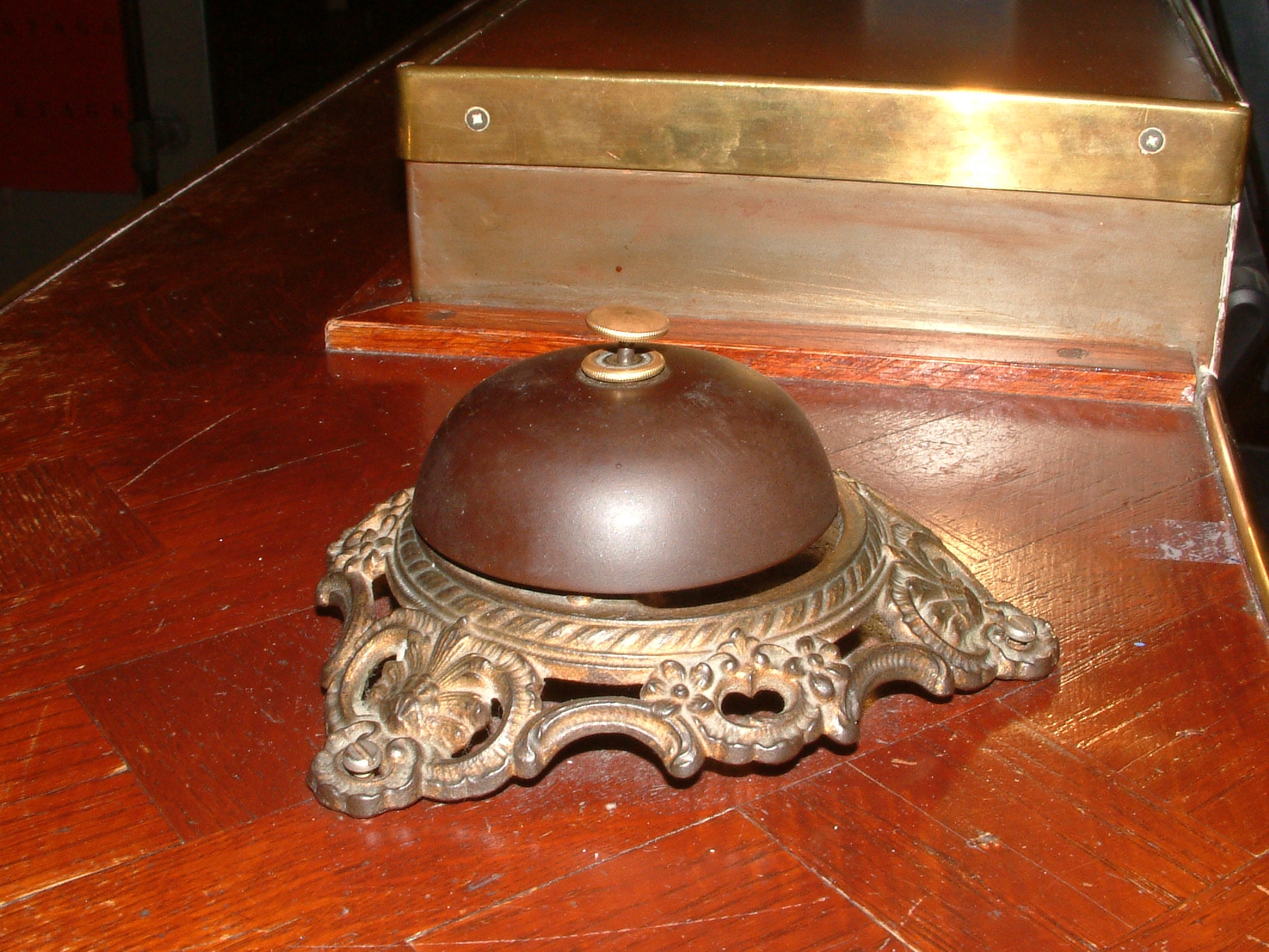
Sonnette sur le comptoir
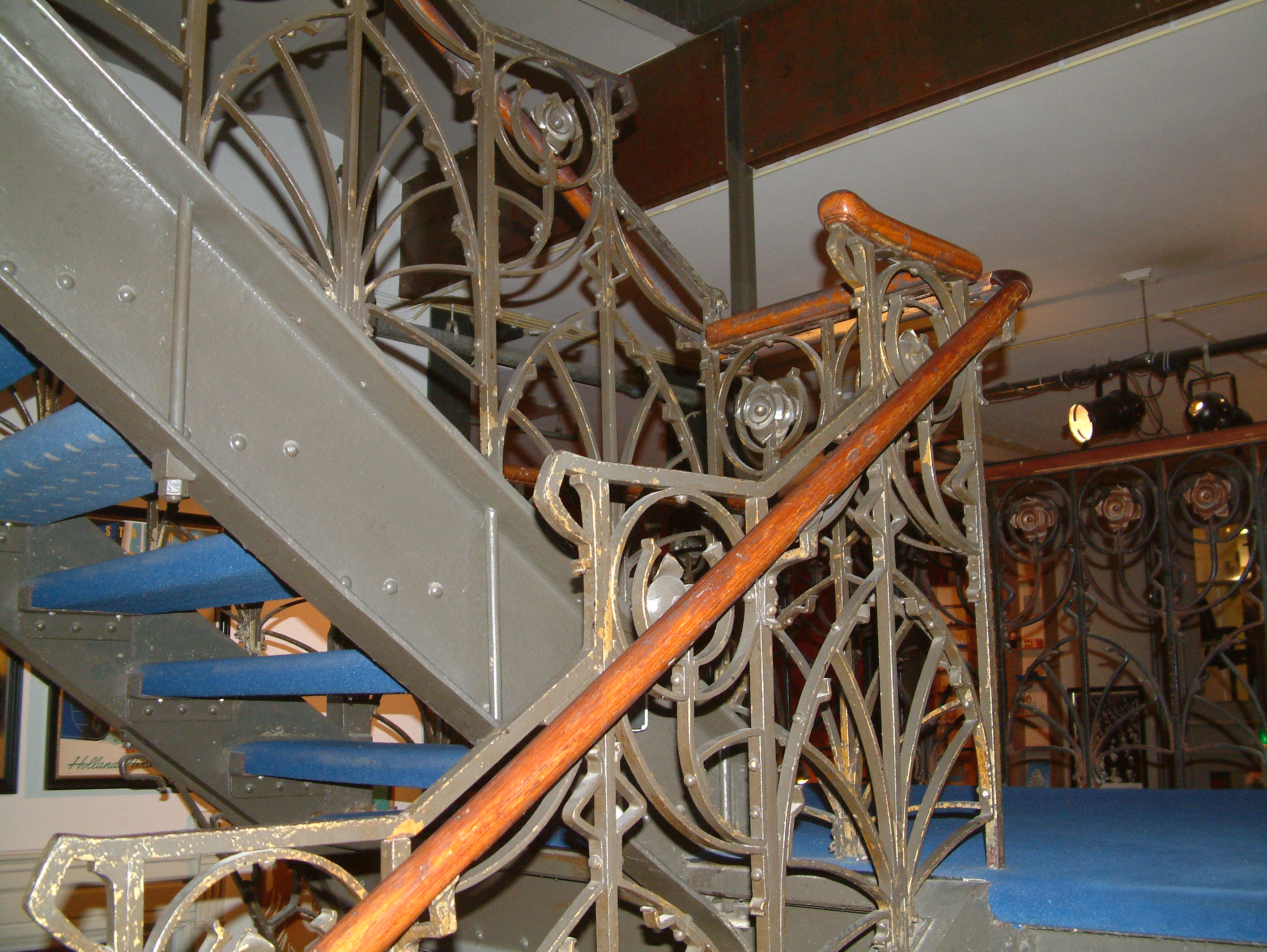
Rampe d'escalier